# Зимин, Евгений Игоревич
Евгений Игоревич Зимин (укр. Євген Ігорович Зімін; род. 29 декабря 1960, Киев) — украинский политик. Народный депутат Украины.

## Биография
Получил высшее образование, работал в сфере ИТ-технологий. Как следствие, стал генеральным директором ЗАО «Приоком» — ИТ-компании, занимающейся разработками программного обеспечения. Самым громким достижением фирмы стало участие в разработке программного обеспечения для передачи данных для Центризбиркома.
Окончил Киевский политехнический институт (1984), специальность «Прикладная математика».
- 1978—1987 — студент, стажер-исследователь, инженер Киевского политехнического института.
- 1987—1989 — служба в Вооруженных Силах.
- 1989—1991 — старший научный сотрудник, заведующий лабораторией Научно-исследовательского института автоматизированных систем планирования и управления в строительстве, г. Киев.
- 1991—1994 — заместитель руководителя, руководитель информационного отдела Киевской универсальной биржи.
- 1994—2000 — технический директор ООО «Софт-Троник», г. Киев.
- 2000—2006 — технический директор, генеральный директор ЗАО «Приоком», г. Киев.

## Парламентская деятельность
Считается наиболее добросовестным депутатом, который посещает большинство сессий Верховной Рады Украины.

### 5 созыв Верховной Рады
Народный депутат Украины 5-го созыва с 25 мая 2006 до 12 июня 2007 от «Блока Юлии Тимошенко», № 121 в списке. На время выборов: генеральный директор ЗАО «Приокон» (город Киев). Будучи беспартийным выдвигался прошел в список депутатов по квоте Украинской социал-демократической партии.
- Член фракции «Блок Юлии Тимошенко» (с 25 мая 2006)
- Председатель подкомитета по вопросам телекоммуникаций и почтовой связи Комитета по вопросам транспорта и связи (с 19 июля 2006).
- Член группы по межпарламентским связям с Великобританией
- Член группы по межпарламентским связям с Швейцарской Конфедерацией
- 12 июня 2007 года досрочно прекратил свои полномочия во время массового сложения мандатов депутатами-оппозиционерами с целью проведения внеочередных выборов в Верховную Раду Украины.

### 6 созыв Верховной Рады
Народный депутат Украины 6-го созыва с 23 ноября 2007 от «Блока Юлии Тимошенко», № 123 в списке. На время выборов: временно не работал, беспартийный.
- Член фракции «Блок Юлии Тимошенко» (с 23 ноября 2007).
- Член Комитета по вопросам транспорта и связи (с 26 декабря 2007).
- Член Постоянной делегации в Межпарламентской Ассамблее государств — участниц Содружества Независимых Государств
- Член группы по межпарламентским связям с Австрийской Республикой

Законотворческая деятельность:
- Голосование депутата → Голосует, в основном в унисон с членами Блока Тимошенко (недоступная ссылка)
- Регистрация депутата с помощью электронной системы → добросовестный депутат, только с марта 2011 года но не принимает участия в голосованиях, солидаризируясь с позицией Фракции (недоступная ссылка)
- Письменная регистрация депутата → хотя регистрируется в зале, но не участвует в голосованиях, солидаризируясь с позицией Фракции (недоступная ссылка)
- Посты → с 26 декабря 2007 в Комитете по вопросам транспорта и связи (недоступная ссылка)
- Хронология выступлений депутата → выступает довольно редко (недоступная ссылка)
- Депутатские запросы → не регистрировал (недоступная ссылка)
- Законотворческая деятельность → не регистрировал законопроектов